# Fra New Yorks Forstæder
Fra New Yorks Forstæder er en amerikansk stumfilm fra 1922 af William Worthington.

## Medvirkende
- Frank Mayo som Tom Harper
- Lillian Rich som Harriet Monroe
- Peggy Cartwright som Sally Harper
- Lydia Knott som Mrs. Harper
- W.S. McDunnough som Dr. Butler
- Tom McGuire som Brandon
- Harry Mann som Leonard